# 三代の一里塚
三代の一里塚（みよのいちりづか）は、福島県郡山市湖南町三代にある一里塚である。

## 概要
会津藩の米や佐渡の金を運んだ白河街道上で会津若松から数えて7里目の一里塚。郡山市内で唯一、原型が残る一里塚であり、市指定史跡に指定されている。

## 所在地・アクセス
- 福島県郡山市湖南町三代
  - 東北自動車道郡山南ICから国道294号経由で車で30分、郡山市立湖南中学校付近
  - 磐越西線上戸駅から会津バス勝田内=上戸（駅）=磐梯熱海駅線に乗車し（約30分）「湖南中学校前」下車、バス停待合室付近